# Sim (rivière)
Pour les articles homonymes, voir SIM.
La Sim (en russe : Сим) est une rivière de Russie et un affluent de la Belaïa, donc un sous-affluent de la Volga par la Kama.

## Géographie
Elle est longue de 239 km et arrose l'oblast de Tcheliabinsk et la Bachkirie.
La rivière jaillit dans les monts de l'Oural méridional. Son cours suit d'abord une direction nord-nord-est et traverse les villes de Sim et de Miniar, avant de bifurquer vers l'ouest et le sud-ouest. Après avoir traversé la ville d'Acha, la rivière franchit la frontière de la Bachkirie et s'écoule vers le sud jusqu'à sa confluence avec la Belaïa.

## Source
- (ru) Sim (Сим) Grande Encyclopédie soviétique